# El-Argar-Kultur

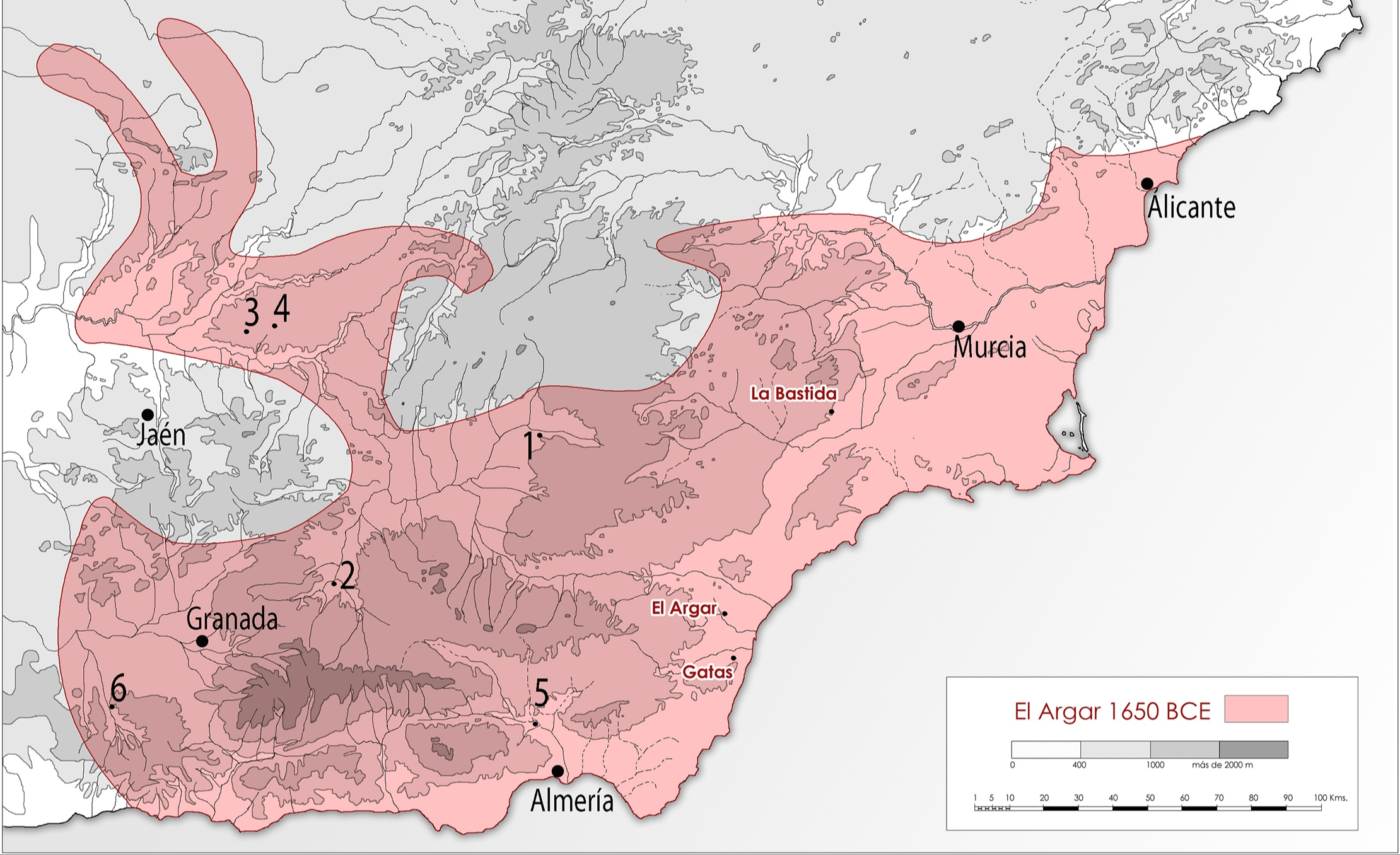
Verbreitung der El-Argar-Kultur in Südostspanien

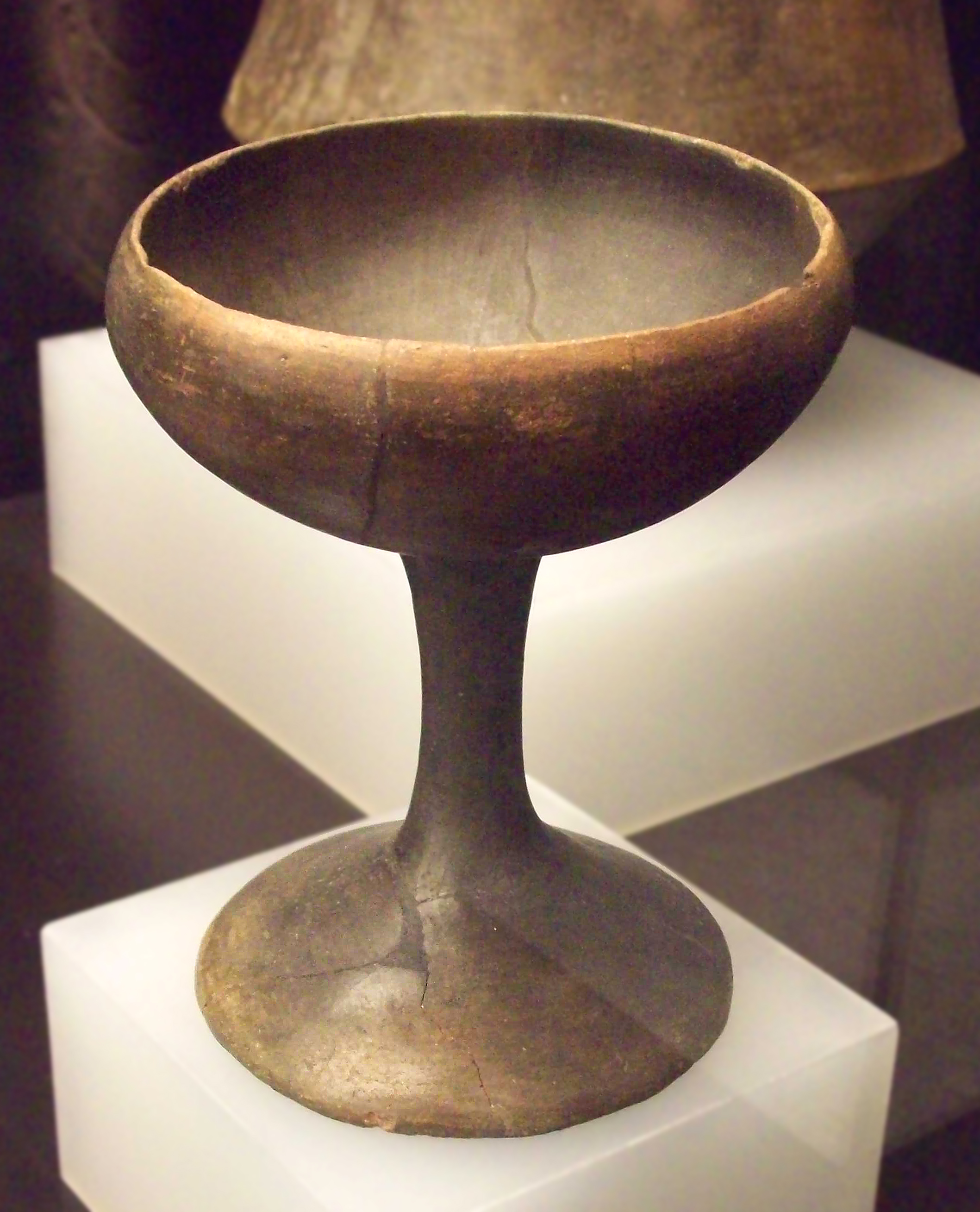
Dekorloser Pokal im Museo Arqueológico Nacional in Madrid

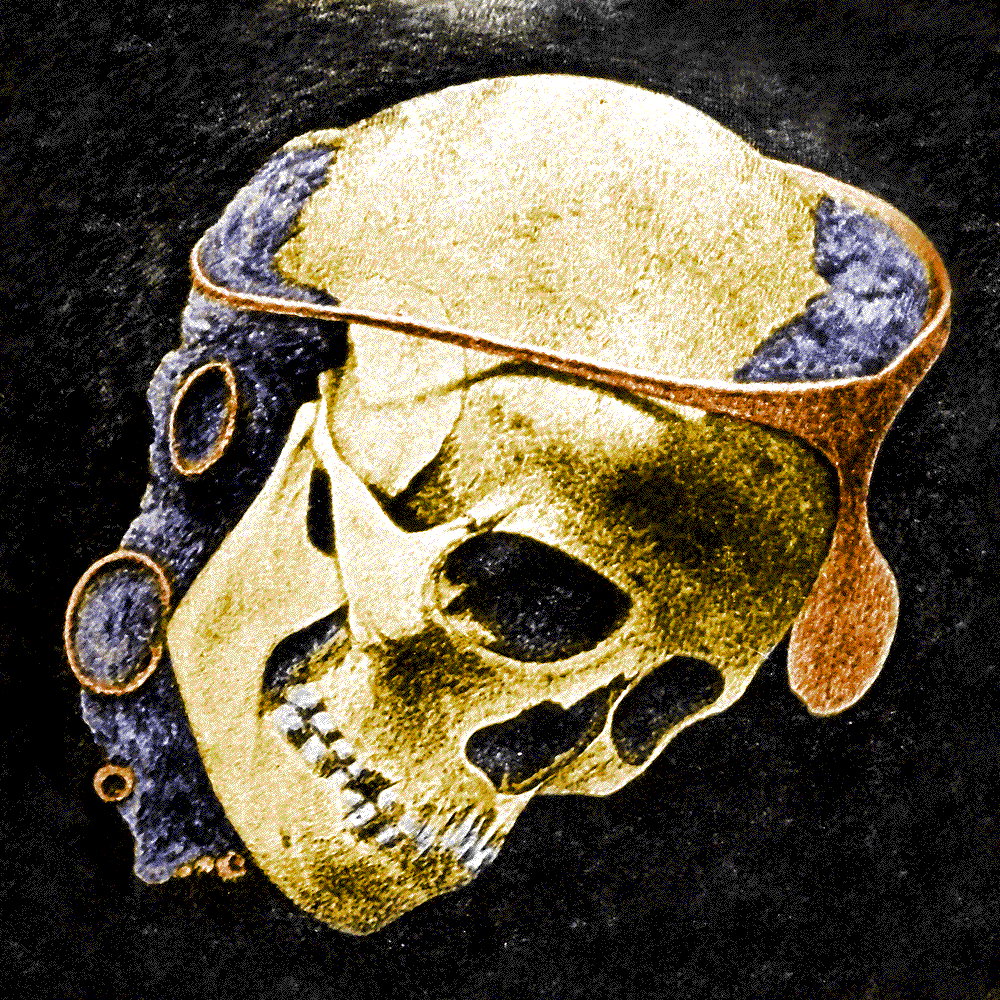
Schädel mit silbernem Diadem aus Grab 62, El Argar. Zeichnung von Louis Siret

Die El-Argar-Kultur ist eine zweiphasige bronzezeitliche Kultur, die im Südosten Spaniens zwischen 2200 und 1550 v. Chr. verbreitet war. Sie entstand aus der Los-Millares-Kultur und wurde eponym nach der wichtigsten Fundstätte El Argar, einer Höhlensiedlung bei Antas in der Provinz Almería etwa 40 km nordöstlich der Stadt Almería, benannt. Weiter nördlich schloss die verwandte Motilla-Kultur (Motilla del Azuer) an. Angesichts eines kulturell einheitlichen Gebietes von etwa der Größe Belgiens sprechen einige Forscher vom „ersten Staatsgebilde Europas“.

## Geschichte
Die ersten Anfänge der El-Argar-Kultur reichen bis in die Zeit um 2200 v. Chr. zurück. Die erste Phase der Kultur dauerte bis rund 1900 v. Chr. und wurde gefolgt von einer Übergangsphase, die sich bis ca. 1700 v. Chr. hinzieht. In dieser Frühzeit gab es Beisetzungen in Steinkisten, Gruben und Felsnischen, wie sie zu dieser Zeit überall in Mitteleuropa noch gebräuchlich waren. Die Toten wurden als Hocker in den Siedlungsarealen und innerhalb der Häuser beigesetzt. Zu dieser Zeit finden sich auch einige Goldfunde. Charakteristisch für die Kultur sind anspruchslose, knickwandige Keramikgefäße und Dolchstäbe, wie sie auch in anderen Regionen wie Mitteleuropa und England nachgewiesen wurden. Insgesamt ergibt sich das Bild einer bronzezeitlichen europäischen Kultur.
Gegen 1700 v. Chr. vollzog sich ein allmählicher Wandel, was durch neue Grabriten (mit Einführung der Gefäßbestattungen in sog. pithoi), Bauformen und der Entwicklung des Handwerkes sichtbar wird. Augenidole, wie sie z. B. aus dem weißen Tempel von Ebla (Syrien) bekannt sind, werfen erste Fragen auf. Es vollzog sich auch ein Wandel der Werte. Gold wurde nun durch Silber ersetzt und Dolchstäbe durch Schwerter. Die zweite Phase der El-Argar-Kultur erlebte einen ungeheuren Aufschwung und zeigte deutlich eine erstaunlich hierarchisierte Gesellschaft. Diese Phase ist so ungewöhnlich für das westliche Mittelmeer, dass Ausgräber von einem „Troja des Westens“ sprechen und ihr ein kulturelles Niveau bescheinigen, das dem zeitgleichen Troja VI nahe kommt.

## Wirtschaft und Herrschaft
Rund die Hälfte der Bevölkerung war landwirtschaftlich tätig; ihre Gräber enthielten keine Grabbeigaben. Weitere 40 % der Bevölkerung sind als schwer arbeitende Handwerkerschicht bzw. Militär anzusprechen, wie die Anthropologin Camila Oliat anhand der Knochenabnutzung deutlich macht. Interessant ist, dass nur rund die Hälfte der Bevölkerung eine Beisetzung erhielt. Warum, ist den Archäologen noch ein Rätsel. Die restlichen 10 % der Bevölkerung gehörten einer herrschenden Elite an, die große Gebäude und Herrschersitze errichtete. So wurde z. B. ein über 100 m² großer „Thronsaal“ in La Almoloya ergraben, in dessen Nähe sich große Speicher befanden – ein möglicher Hinweis auf Naturalabgaben.
Die Herrscherschicht brachte die Nahrungsmittel in ihrer Residenz unter ihre Kontrolle und verteilte sie von dort an die restliche Bevölkerung. Die einfache Bevölkerung beköstigte man recht einseitig mit Getreidebrei, ergänzt durch Bohnen, Linsen und Eicheln, während für die Herrscherschicht auch eine gute Versorgung mit Fleisch und Honig nachgewiesen wurde.
Neuere Forschungen deuten auf einen Zusammenhang von Aridität und den angebauten Getreiden hin. Generell wird der Anbau von Gerste im Laufe des vierten und dritten Jahrtausends v. Chr. im Süden der Iberischen Halbinsel intensiviert, während der Anfangs dominante freidreschende Weizen immer weniger kultiviert wird. Deutliche Veränderungen hängen mit trockenen Phasen zusammen. Allerdings ist in der sehr trockenen Phase 1900 – 1600 v. Chr. wieder eine Zunahme an freidreschendem Weizen zu beobachten. Dies hängt womöglich damit zusammen, dass die Menschen der benachbarten Motillas bereits Grundwasser nutzten, es für den Anbau von Weizen verwendeten. Durch Austausch gelangte dieses Getreide auch in die Siedlungen der El-Argar Kultur.

## Architektur
Die umfangreichen Siedlungen bestanden aus rechteckigen, eng aneinander geschmiegten Häusern mit Sockeln aus Bruchstein und gekalkten Böden. In dieser Phase waren Grundrisse der Wohneinheiten von 70 m² möglich, wobei das ebenerdige Stockwerk oft Werkstätten und Arbeitsräume enthielt, während der jeweilige Handwerker mit seiner Familie im Obergeschoss wohnte. Dabei lassen sich sogar Spezialisierungen wie Getreidemüller, Fleischer, Weber oder Schmied erkennen. Des Weiteren wird auch versucht nachzuweisen, dass die Herrscherschicht Eigentümer dieser Wohneinheiten und Werkstätten war, sie diese Wohneinheiten also den Handwerkern für entsprechende Gegenleistungen zur Verfügung stellte.
Es zeigte sich auch, dass einige dieser Siedlungen wie z. B. La Bastida de Totana völlig neu angelegt wurden und nicht auf Vorbesiedlungen beruhten. Besonders bemerkenswert an La Bastida de Totana ist die Wasserversorgung. Denn hier wurde mitten in der Siedlung eine Mulde mit Bach-Zufluss auf einer Länge von 14 m aufgestaut. Ein derartiger Staudamm war um diese Zeit in Europa einmalig.

## Gräber
Die erste Gruppe besteht aus 99 Bestattungen und ist von der folgenden deutlich abgesetzt. Die Gruppe ist charakterisiert durch Steinkisten-, Felsnischen- und Grubengräbern sowie durch das weitgehende Fehlen von Bestattungen in Tongefäßen.
Zwischen Gruppe 1 und Gruppe 2 existiert eine Übergangsgruppe 1/2 mit 41 Bestattungen, in der Artefaktformen, die in Gruppe 2 ihren Verbreitungshöhepunkt erreichen, bereits auftreten, während Formen, die in Gruppe 2 nicht mehr existieren, noch zu finden sind.
Gruppe 2 umfasst 301 Gräber, hauptsächlich in Form von Gefäßbestattungen (272 von 301). Das Überwiegen von Bestattungen in Tongefäßen ist besonders markant.
Der Gruppe 2 folgt eine Übergangsgruppe 2/3 mit 118 Bestattungen. Bereits zum Ende von Gruppe 2 und während der Übergangsgruppe 2/3 kommt es zu einer Verringerung der Artefakttypen in den Gräbern. Dies ist auch ein Kriterium das die 94 Bestattungen starke Gruppe 3 auszeichnet. 

### Grabbeigaben

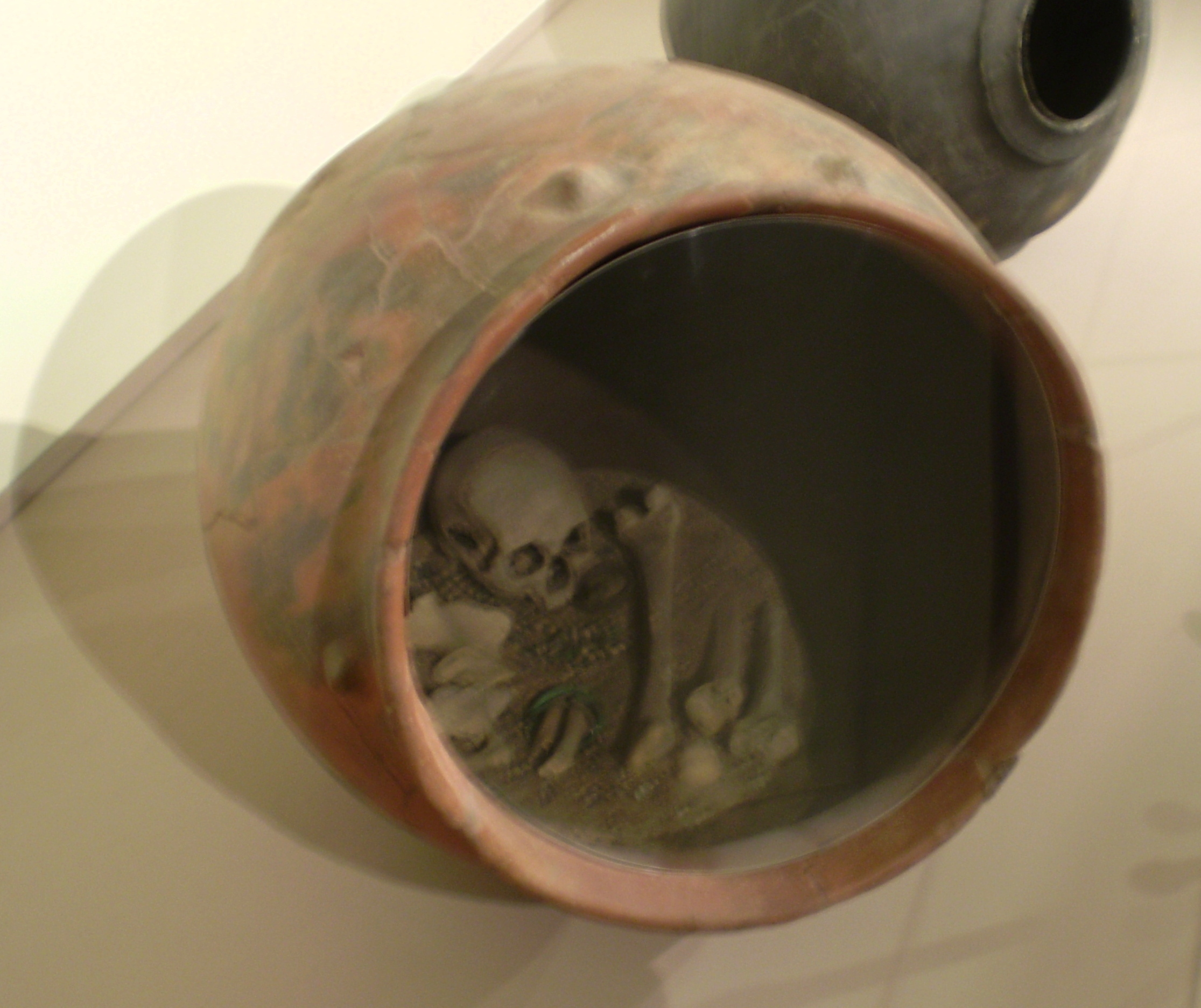
Pithos-Grab 9 in El Argar

Neben Flachbeilen und Schwertern wurden enorme Silberfunde gemacht, darunter silberne Diademe für die Oberschicht. Die Keramik aus dieser Zeit ist fast standardisiert und kaum verziert, aber dennoch ausgesprochen hochwertig gebrannt. Daneben kontrollierte diese Kultur mehrere Kupfer- und Silberminen in der näheren und ferneren Umgebung (z. B. bei Jaén).
Nun wurden Menschen nur noch geringfügig traditionell in Steinkisten beigesetzt. Der überwiegende Teil der Bevölkerung wurde in Tonkrügen (grie: Pithoi, span: Tinjana) beigesetzt. Sowohl Pithoi als auch Silber waren zu dieser Zeit mehr im östlichen Mittelmeerraum bzw. in Anatolien gebräuchlich, sodass eine Verbindung zur Ägais in diesem Zusammenhang als wahrscheinlich gilt. Importwaren aus dem östlichen Mittelmeer und Ägypten (z. B. Fayencen) belegen weitreichende Handelsbeziehungen.

## Ende der Kultur
Dem breiten Abholzen folgte eine Monokultur von Gerste, was schließlich zu Bodenversalzungen führte. Gegen Ende der Kultur nahmen daher Mangelerscheinungen unter der Bevölkerung immer weiter zu. Prall gefüllte Töpfe und Speicher belegen das plötzliche Ende von La Bastida. Schließlich endeten alle Siedlungen in einer Brandschicht, die auf etwa 1550 v. Chr. datiert wird.
Der Archäologe Roberto Risch vermutet dahinter eine Rebellion der hungernden Bevölkerung, die sich ihrer Herrscherelite entledigt und die Siedlungen niedergebrannt hat. Die nachfolgende Zeit ist durch eine einfache ländliche Besiedlung geprägt. Die Kultur von El Argar geriet vollständig in Vergessenheit.
Der Zusammenbruch scheint sich auf die gesamte Peripherie von El Argar ausgewirkt zu haben. Auf der südlichen Hochebene kam es zur Aufgabe vieler Höhensiedlungen und der befestigten Motillas. Im Nordosten bildete sich ein neues Machtzentrum um die etwa zwei Hektar große Siedlung von Cabezo Redondo. Scheinbar profitierten auf der Iberischen Halbinsel weiter nördlich gelegenen Gesellschaften, deren Kultur anschließend in die von sozialen Unruhen betroffenen südlichen Gebiete expandierte. Es formten sich relativ kleinräumige ökonomisch-politische Territorien, die von zwei bis fünf Hektar großen Höhensiedlungen aus beherrscht wurden.

## Erforschte Fundstellen

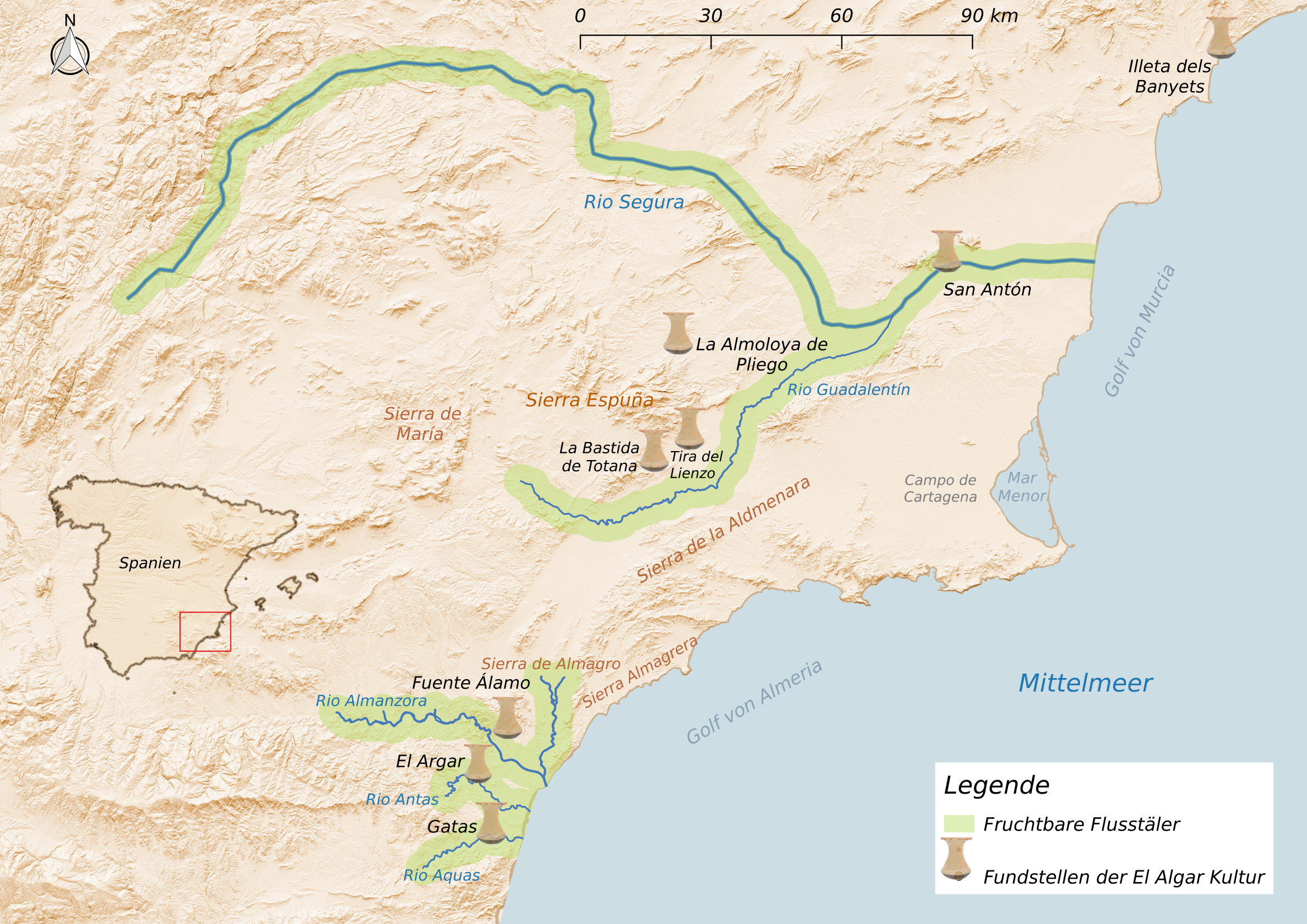
Archäologisch beschriebene Fundstellen der El-Argar-Kultur

Zu den wichtigsten Fundplätzen dieser Kultur in der Provinz Almería zählen neben El Argar (Antas):
- La Almoloya de Pliego wird derzeit von den Archäologen Vicente Lull, Rafael Micó, Cristina Rihuete Herrada, Roberto Risch, Eva Celdrán Beltrán, Inés Fregeiro Morador und Carlos Velasco Felipe erforscht.
- La Bastida de Totana, Höhensiedlung, wird u. a. ausgegraben und beschrieben von Vicente Lull, Rafael Micó, Cristina Rihuete und Roberto Risch
- Tira del Lienzo, Befestigungsanlage, wird u. a. ausgegraben und beschrieben von Selina Delgado-Raack, Vicente Lull, Katja Martin, Rafael Micó, Cristina Rihuete Herrada und Roberto Risch
- Baños de Sierra Alamilla (Pechina, seit 1989 auch Naturpark)
- Cerro de El Rayo (Pechina)
- Cerro de Enmedio (Pechina)
- Cerro del Nacimiento (Macael)
- Cerro Fuerte (La Rioja (spanische Region))
- Ciavieja (El Ejido)
- El Oficio (Cuevas de Almanzora)
- El Picache (Oria (Spanien))
- Fuente Álamo (archäologischer Fundort), ausgegraben und beschrieben u. a. von den Brüdern Luis und Henri Siret um 1884,[6] Oswaldo Arteaga, Hermanfrid Schubart und Volker Pingel
- Fuente Vermeja (Antas, 3 km nördlich von El Argar)
- Gatas (Turre), ausgegraben von den Brüdern Siret um 1884, später von Pedro V. Castro Martinez, Robert Chapman und Jane E. Buikstra
- Los Peñones (Tabernas)
- Lugarico Viejo (Antas)